# Lin Shu
Lin Shu, nome di cortesia Qinnan (琴南) (caratteri cinesi: 林紓; pinyin: Lín Shū; Fuzhou, 8 novembre 1852 – Pechino, 9 ottobre 1924), è stato uno scrittore, letterato e traduttore cinese della Dinastia Qing, famoso per aver introdotto la letteratura occidentale in Cina, nonostante non conoscesse alcuna lingua straniera.
Grazie all'aiuto di alcuni traduttori, collaborò alla traduzione di più di 170 titoli inglesi e francesi in cinese classico.

## Biografia
Lin fu spinto a iniziare la traduzione di opere straniere nel 1897, quando sua moglie morì, con La signora delle camelie di Alexandre Dumas. Il collega letterato Wang Shouchang (王壽昌) (1864–1926), che aveva studiato in Francia, ne interpretò la storia a partire dalla lingua originale, mentre Lin adattò il testo in cinese classico. La traduzione fu intitolata Storie passate della donna-camelia di Parigi (巴黎茶花女遺事), fu pubblicata nel 1899 e ottenne successo di critica e pubblico.
Lo stesso Lin descrisse, nella prefazione del traduttore di La bottega dell'antiquario di Dickens (letteralmente Biografia della figlia filiale e del figlio paziente, 孝女耐兒傳), le modalità delle sue traduzioni:
Nonostante il successo di critica, le traduzioni di Lin furono pressappoco dimenticate fino al 1963, anno in cui lo scrittore Qian Zhongshu pubblicò un saggio dal titolo Le traduzioni di Lin Shu (林紓的翻譯). Nel 1981 la casa editrice Commercial Press (商務印書, Shāngwù yìnshūguǎn), l'editore originale delle traduzioni di Lin, ripubblicò dieci delle sue interpretazioni in cinese semplificato e con la punteggiatura moderna.
Nel suo saggio, Qian ha scritto che Lin Shu è stato un buon tramite tra la letteratura occidentale e i lettori cinesi, poiché egli stesso è stato motivato allo studio delle lingue straniere dalle sue traduzioni. Secondo il saggista, la carriera trentennale di Lin può essere divisa in due fasi. Nella prima, che comprende gli anni dal 1897 al 1913, le rese del traduttore erano più vigorose e profonde nonostante gli errori di traduzione. Negli anni successivi, le traduzioni divennero più precise tecnicamente, ma più smorte e noiose dal punto di vista stilistico.
Il sinologo britannico Arthur Waley fu uno studioso di Lin Shu:
Durante il movimento culturale della Nuova Cultura, Lin Shu fu calunniato e ridicolizzato come difensore del cinese classico. Nonostante questo, egli non si oppose mai all'uso della lingua cinese vernacolare (anzi scrisse diverse poesie in questo stile), ma non si trovò mai d'accordo sulla proposta della totale abolizione del cinese letterario.